# يحيى بن سلامة الكلبي
يحيى بن سلامة الكلبي وقيل يحيى بن سلمة وقيل يحيى بن مسلمة والي الدولة الأموية على الأندلس، أرسله بشر بن صفوان والي أفريقية ليتولى الأندلس بعد مقتل عنبسة بن سحيم الكلبي فدخلها في شوال 107 هـ. تولى يحيى ولاية الأندلس عامين ونصف، ولم يغز فيها.